# 约尔格·弗赖穆特
约尔格·弗赖穆特（德語：Jörg Freimuth，1961年9月10日—），德国男子田径运动员，主攻跳高。他曾代表东德参加1980年夏季奥林匹克运动会田径比赛，获得男子跳高铜牌。